# Clayton (Míchigan)
Clayton es una villa ubicada en el condado de Lenawee en el estado estadounidense de Míchigan. En el Censo de 2010 tenía una población de 344 habitantes y una densidad poblacional de 186,28 personas por km².

## Geografía
Clayton se encuentra ubicada en las coordenadas 41°51′54″N 84°14′5″O / 41.86500, -84.23472. Según la Oficina del Censo de los Estados Unidos, Clayton tiene una superficie total de 1.85 km², de la cual 1.85 km² corresponden a tierra firme y (0%) 0 km² es agua.

## Demografía
Según el censo de 2010, había 344 personas residiendo en Clayton. La densidad de población era de 186,28 hab./km². De los 344 habitantes, Clayton estaba compuesto por el 93.6% blancos, el 1.74% eran afroamericanos, el 0.29% eran amerindios, el 0.29% eran asiáticos, el 0% eran isleños del Pacífico, el 1.74% eran de otras razas y el 2.33% pertenecían a dos o más razas. Del total de la población el 5.52% eran hispanos o latinos de cualquier raza.